# Jenin, Jenin
Jenin, Jenin è un documentario del 2002 diretto da Mohammad Bakri. Il film denuncia attraverso i racconti a caldo dei testimoni palestinesi i crimini commessi dall'esercito israeliano durante l'attacco al campo-profughi di Jenin. Trattandosi di testimonianze in diretta non ci sono prove ufficiali che confermino tutte le dichiarazioni. Dopo 19 anni dalla sua uscita e due processi a carico del regista, il film è stato nuovamente censurato in Israele nel 2021 e nel 2022.

## Il progetto
Durante l'operazione Scudo Difensivo, nell'aprile del 2002, le forze di difesa israeliane invasero il campo-profughi palestinese di Jenin per 12 giorni a causa della presenza di terroristi palestinesi. Poiché l'esercito israeliano non permise ai giornalisti e alle organizzazioni internazionali di accedere al campo per ragioni di sicurezza, i paesi arabi pensarono che si stesse compiendo un massacro.
Bakri partecipò a una dimostrazione nonviolenta che si tenne al posto di blocco di Jenin. In questa occasione dichiarò di aver visto i soldati israeliani sparare contro la folla, ferendo una sua amica che si trovava accanto a lui. Dopo questo fatto decise di infiltrarsi nel campo per intervistare i residenti e chiedere loro che cos'era successo. Il risultato fu Jenin Jenin. Bakri entrò a Jenin il 26 aprile 2002, giorno in cui l'esercito lasciò il campo. Le riprese durarono cinque giorni.
Il film raggruppa interviste agli abitanti di Jenin che sostengono di essere stati testimoni di un massacro. Il regista non intervistò gli ufficiali israeliani: dichiarò che era sua intenzione dare spazio solo a coloro a cui veniva negata la parola. Il montaggio del film durò circa tre mesi e fu effettuato negli studi della tv satellitare Orbit di Roma.

## La versione ufficiale
Nei mesi successivi le riprese, la Human Rights Watch investigò sull'accaduto. Non trovò prove di un massacro ma contestò le violazioni dei diritti umani per crimini di guerra. Sostenne che furono uccisi oltre 50 palestinesi e che molti di loro non erano terroristi armati. Le istituzioni israeliane sostennero che morirono i civili che si trovarono vicino ai terroristi e che furono uccisi anche 23 soldati israeliani.
Il film è dedicato a Iyad Samoudi, il produttore esecutivo del film. Iyad Samoudi fu ucciso dall'esercito israeliano poco dopo la fine delle riprese, il 23 giugno 2002, ad Al-Yamun, nel Governatorato di Jenin. Le forze di difesa israeliane comunicarono che Samoudi era un militante armato della Brigata dei Martiri di al-Aqsa.

## Controversie

### Primo processo
Nel 2002, il film è stato censurato dalla Israeli Film Ratings Board, dopo undici giorni dalla sua uscita, avvenuta il 29 ottobre a Jenin, con l’accusa che non si può definire documentario un film che racconta una storia da un unico punto di vista. Nel 2004 il divieto è stato revocato dall'alta corte israeliana ma il film fu dichiarato di propaganda. Nessuna rete televisiva del mondo arabo, a parte la libanese Future, acquistò il film. Il montatore arabo del film, Fayçal Hassairi, disse che ad ogni proiezione c'era un gruppo di israeliani che tentava di impedire agli spettatori l'ingresso al cinema.
Mohammad Bakri fu accusato di antisionismo dai media e dall'opinione pubblica. Dopo l'uscita del film, Bakri e la sua famiglia ricevettero per dieci anni minacce di morte e messaggi di odio. In seguito all'attacco kamikaze a Meron del 4 agosto 2002, Mohammad Bakri fu interrogato insieme a sei membri della sua famiglia con l'accusa di sostenere il terrorismo. Al termine del processo, due dei suoi nipoti, amici degli attentatori, furono condannati a nove ergastoli.
Nel 2003, cinque soldati israeliani reduci dall'operazione Scudo difensivo citarono in giudizio Bakri chiedendo circa 2.500.000 sicli di danni (500.000 euro). Molti cineasti italiani, fra i quali Giuseppe Bertolucci, Saverio Costanzo, Marco Tullio Giordana, Mario Monicelli e Moni Ovadia, si mobilitarono e firmarono un appello web in favore di Mohammad Bakri. Alcune associazioni, quali l'associazione Hawiyya che sostiene di combattere le falsità diffuse dai media ufficiali, e l'associazione Mediazione, lanciarono una campagna di informazione. Jenin Jenin fu proiettato, informalmente, in 34 città italiane. I soldati israeliani persero la causa nel 2008. Dopo la fine del processo, fu tenuta a Tel Aviv una serata in onore di Bakri presenziata da personaggi pubblici e artisti. In questa occasione una ventina di attivisti di destra aggredirono Bakri con l'intenzione di ferirlo.
In seguito, i soldati israeliani fecero ricorso. Durante il processo l'avvocato dei soldati, Yisrael Kaspi, accusò Bakri di essere pagato dai nemici di Israele e di avere distrutto per sempre l'immagine di quei soldati. Bakri si dichiarò "non dispiaciuto per quello che aveva fatto e senza rimpianti". Il processo si concluse nel 2012 a favore di Bakri. Bakri fu chiamato in seguito a rispondere ad altre accuse che però non riguardavano Jenin, Jenin.
Nel 2005, il regista aveva raccontato la sua vicenda personale nel film Da quando te ne sei andato.

### Secondo processo
Il 6 febbraio 2020 si aprì un secondo processo per diffamazione contro il regista. L'alto funzionario di stato Avichai Mandelblit decise di sostenere personalmente la causa del tenente colonnello Nissim Magnagi, il quale denunciò Bakri nel 2016 domandando 2,6 milioni di NIS o 100 000 NIS per ogni proiezione. Mandelblit, per la prima volta in una causa civile, dichiarò che scelse di rappresentare l'accusa alla luce dell'interesse pubblico che esiste nel caso. A differenza del precedente processo, Magnagi è apparso nel documentario e ha espresso la volontà di devolvere il denaro ai veterani dell'esercito che presero parte all'attacco a Jenin. Dopa un'unica udienza, la Corte di Lodi ha comunicato il 12 gennaio 2021 la condanna di Bakri a una multa di 175 000 NIS come risarcimento al colonnello riservista, 55 000 NIS in spese giudiziarie, la censura del film in Israele e il sequestro delle copie. La sentenza ha suscitato indignazione fra l'opinione pubblica e il film è stato condiviso in rete. La stampa internazionale ha contestato i valori democratici di Israele pronunciandosi in favore del regista, il quale ha fatto ricorso all’Alta Corte di Giustizia. Registi, attori e personaggi del mondo del cinema hanno firmato una petizione per revocare la censura in difesa della solidarietà di espressione. Il processo è terminato nel mese di novembre 2022, con il divieto di proiezione del documentario e il risarcimento in denaro al colonnello Magnagi.

## Riconoscimenti
- 2002: Giornate cinematografiche di Cartagine – Miglior film[28]
- 2002: Ismailia International Film Festival – Miglior film documentario[7]
- 2002: International Festival of Mediterranean Documentary Film and Reportage – Premio Internazionale[29]
- 2003: Unione nazionale cronisti italiani – Miglior film mediterraneo[7]